# Erigeron subacaulis
Erigeron subacaulis là một loài thực vật có hoa trong họ Cúc. Loài này được (McVaugh) G.L.Nesom mô tả khoa học đầu tiên năm 1982.